# Pak Hon-Yeong

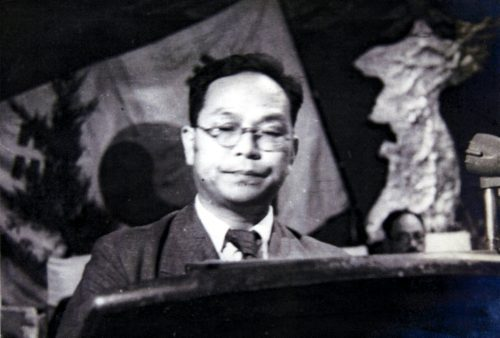
Pak Hon-Yeong (1948)

Pak Hon-Yeong(coreano:박헌영, hanja:朴憲永) (28 de maio de 1900 - 5 de dezembro de 1955) foi um escritor, jornalista, líder do Partido Comunista da Coreia (1927-1947) e ativista socialista pela independência da Coreia. 
Durante a ocupação japonesa da Coreia, ele tentou organizar o Partido Comunista da Coreia. Quando as autoridades japonesas reprimiram o partido, ele passou a clandestinidade. Após a libertação da Coreia, em agosto de 1945, ele criou o Partido Comunista da Coreia no sul do país, mas sob a pressão das autoridades americanas, em abril de 1948 ele se mudou para a Coreia do Norte, e participou de uma reunião com Kim Gu e Kim Kyu-sik sobre o tema da reunificação da Coreia. Depois de 1955, ele foi executado pelas forças de segurança de Kim Il-Sung, acusado de ser um espião americano.